# 좋아해 ~Ticket To LOVE~
《좋아해 ~Ticket To LOVE~》(好きさ 〜Ticket To LOVE〜)는 TOKIO의 6번째 싱글이다.

## 설명
- 식품 〈버몬트 카레〉TV CM 곡으로 타이업 되었다.
- 수록곡은 1곡뿐이다. 이런 이유로 500엔으로 발매된 싱글. TOKIO의 8cm 싱글 가운데 수록곡이 1곡뿐인 싱글은, 이 싱글과 《忘れえぬ君へ…》뿐이다.
  - (《忘れえぬ君へ…》은 ORIGINAL KARAOKE을 수록하여 2곡이지만, 실질적인 곡은 1곡이다.)

## 수록곡
1. 好きさ 〜Ticket To LOVE〜
  - 작사 : 쿠도 테츠오 / 작곡 : 츠시미 류 / 편곡 : 시라이 요시아키